# 齊基夫 (布斯克區)
49°56′52″N 24°55′9″E / 49.94778°N 24.91917°E
齊基夫（烏克蘭語：Циків），是烏克蘭西部的村莊，隸屬利維夫州的佐洛奇夫區。該村面積2.34平方公里，海拔高度297米，2001年人口216，人口密度每平方公里92.43人。